# Все псы попадают в рай (мультсериал)
Все псы попадают в рай (англ. All Dogs Go to Heaven: The Series) — американский мультипликационный сериал . В США показывали в 1996 году
Сериал насчитывает 40 эпизодов, укладывающихся в 3 сезона (первый сезон — 13 серий, второй сезон — 13 серий, третий сезон — 14 серий).
Начальные титры это нарезка из мультфильма Все псы попадают в рай 2 в сопровождении песни Little Heaven.

## Сюжет
Сериал является продолжением мультфильма Все псы попадают в рай 2, в котором рассказывается о том, как пёс Чарли использует свою вторую жизнь в роли ангела-хранителя. Ему помогает в этом его верный друг Итчи.
В большинстве эпизодов Чарли и Итчи выполняют задания Анабель, но есть эпизоды и в свободное от работы ангела-хранителя время. Задания, которые поручает Анабель, обычно заключаются в спасении кого-нибудь от беды или проведении воспитательной работы.
В конце каждого эпизода обязательно выводится мораль, которая доказывается на действиях главных героев. На таком принципе построено большинство эпизодов сериала.

## Главные роли озвучивали

Персонажи сериала
(Слева направо) Бесс, Итчи, Чарли, Саша

| Актёр           | Роль                                                 |
| --------------- | ---------------------------------------------------- |
| Стивен Уэбер    | Чарлз Б. Баркин                                      |
| Дом Делуиз      | Итчи Итчифорд                                        |
| Биби Нойвирт    | Анабель ангел в собачьем раю                         |
| Шина Истон      | Саша Ля Флёр подруга Чарли                           |
| Тресс Макнилл   | Виннифред Бессамей де Винкервиль (Бесс) подруга Итчи |
| Эрнест Боргнайн | Карфейс                                              |
| Чарлз Рейлли    | Киллер                                               |
| Адам Уайли      | Дэвид                                                |

## Выход на видео
В 1990-х было выпущено несколько VHS кассет с сериалом, каждый из которых содержал по два эпизода. В 2006 году компания Sony Pictures Home Entertainment выпустила два тома сериала, каждый из которых содержит четыре эпизода. Весь сериал доступен для цифровой загрузки на iTunes и доступен бесплатно на hulu.com. Весной 2011 года весь сериал стал доступен на YouTube через MGM Digital Media.
TGG Direct впервые выпустила все три сезона на DVD в первом регионе. 3 декабря 2013 года TGG Direct выпустила на DVD полный сборник серий «Все псы попадают в рай». Набор из 7 дисков включал все 40 серий мультсериала, а также телевизионный фильм «Все псы празднуют Рождество».